# معركة صنعاء (2017)
معركة صنعاء (2017)  و المعروفة أيضاً ب«أحداث ديسمبر 2017»، هي اشتباكات مسلحة نشبت بين الطرفين المسيطرين على العاصمة اليمنية صنعاء،  أندلعت شرارتها في 29 نوفمبر قبيل مناسبة المولد النبوي التي أقامها الحوثيون في ميدان السبعين بصنعاء، اليوم التالي، حيث يتهم المؤتمر الشعبي العام الحوثيون باقتحام جامع الصالح وقتل حراسته واعتقال بعضهم، وحصار منزل طارق محمد عبد الله صالح في الحي السياسي وسط صنعاء. في 1 و2 ديسمبر تمكنت القوات الموالية للرئيس السابق علي عبد الله صالح من السيطرة على الكثير من المقرات الأمنية والوزارات والمرافق الحيوية في صنعاء.
في ظهر يوم 2 ديسمبر دعى علي عبد الله صالح اليمنيين «أن يهبوا للدفاع عن الثورة والجمهورية والوحدة والحرية ضد هذه العناصر». وقال إن «الشعب انتفض ضد عدوان الحوثيين السافر بعد ما عانى الوطن منه على مدى 3 سنوات عجاف منذ أن تحملوا المسؤولية» وأتهمهم «بتجييش الأطفال الصغار والزج بهم في معارك عبثية». واتهم الحوثيون صالح بالخيانة وتعهدوا بمواصلة القتال ضد التحالف العربي الذي تقوده السعودية.
وقال عبد الملك الحوثي في خطاب بثته قناة المسيرة التابعة للجماعة ”أناشد الزعيم علي عبد الله صالح أن يكون أعقل وأنضج... وألا يستجيب لهذه الدعوات التحريضية“. وأضاف أن جماعته مستعدة لقبول التحكيم بين الطرفين وأي نتيجة قد يخرج بها قائلا ”فليتحاكم معنا المؤتمر الشعبي إلى الحكماء والعقلاء وإن طلع الخطأ عندنا سنتحمل المسؤولية“.

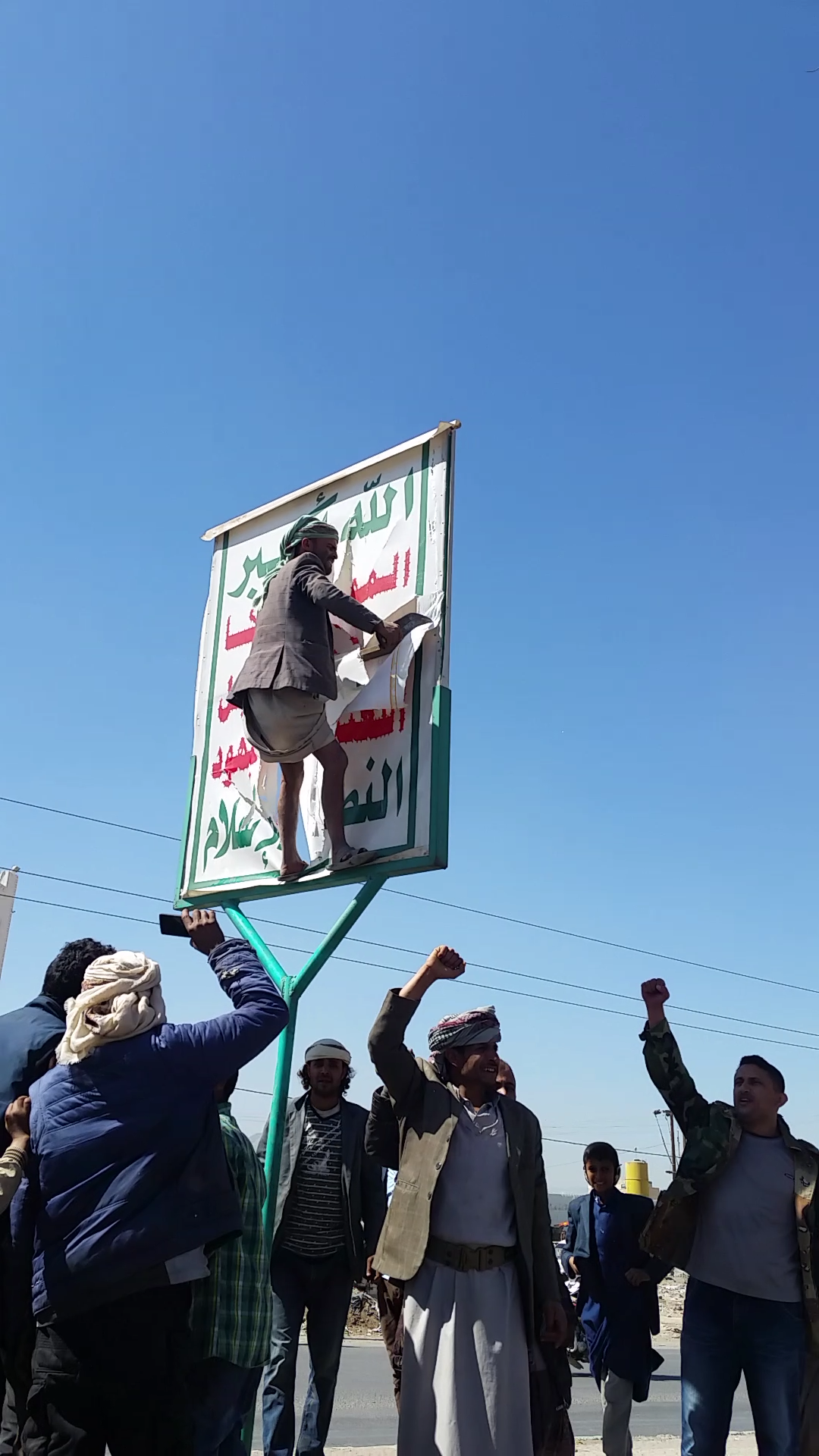
أشخاص يزيلون شعارات الحوثي جنوب صنعاء 2 ديسمبر

## الأحداث
في 2 ديسمبر 2017، بعد أربعة أيام من اندلاع الصراع المسلح بين الحوثيين والقوات الموالية له، دعى علي عبد الله صالح في خطابه من وصفهم بالأشقاء في دول الجوار إلى وقف «عدوانهم» ورفع الحصار وفتح المطارات والسماح بإسعاف الجرحى، وقال إنه مستعد لفتح ”صفحة جديدة“ في العلاقات مع التحالف بقيادة السعودية الذي يقاتل في اليمن إذا ما أوقف الهجمات على بلاده. وهي خطوة رحّبت بها الحكومتان.
في 4 ديسمبر 2017، أعلن صالح رسمياً انتهاء شراكته مع الحوثيين وقد أسفر النزاع عن مصرع ما لا يقل عن 125 شخصاً وإصابة 238 آخرين حتى هذا اليوم.
في 4 ديسمبر قُتل علي عبد الله صالح بعد تعرضه لكمين للسيارة التي يستقلها في إحدى الطرق المؤدية إلى مديرية سنحان بقرب صنعاء، فيما أفادت وكالة الأناضول نقلاً عن قيادي بحزب صالح، أن الحوثيين أعدموا «صالح» رميا بالرصاص إثر توقيف موكبه قرب صنعاء بينما كان في طريقه إلى مسقط رأسه في مديرية سنحان جنوب العاصمة. وفي رواية أخرى للحادثة - وهي الأقرب للحقيقة من الروايات الأخرى - أورد الأمين العام لحزب المستقبل إسماعيل الجلعي في مقابلة تلفزيونية مع قناة الميادين اللبنانية وهو من الوسطاء المستقلين الذين قابلوا صالح ليلة مقتله أن علي عبد الله صالح قُتِل في منزله بعد أن رفض طلب الحوثيين بتسليم نفسه وقاتل حتى الموت. وقد عزز من صحة هذه الرواية تقرير لطبيب شرعي صدر لاحقاً ومن ضمن ماورد فيه التأكيد على أن صالح قُتِل في منزله وهو في وضعية دفاعية أثناء اشتباكه مع المهاجمين الحوثيين.
كما قُتل في نفس الوقت والمكان أمين عام حزب المؤتمر الشعبي العام عارف الزوكا والذي كان برفقة الرئيس صالح ويقاتل معه منذ بدء الأحداث.
وقد تجاوز عدد القتلى من الاشتباكات بين قوات المؤتمر الشعبي والميليشيات الحوثية في صنعاء 200 شخص.
بعد مضي حوالي 8 سنوات من مقتل الرئيس السابق علي عبد الله صالح، وضع نجله مدين حدًا للجدل الدائر حول مكان مقتل والده، حيث كشف نجل صالح في مقابلة بُثّت ضمن فيلم وثائقي عبر قناة العربية مساء السبت 26 يوليو 2025 بعنوان "علي عبدالله صالح، المعركة الأخيرة"، إن والده ومعه عارف الزوكا، الأمين العام للمؤتمر الشعبي العام ومجموعة صغيرة من حرسه الخاص، ظل يقاتل الحوثيين من داخل منزله في "حي الثنية" وسط العاصمة صنعاء 3 أيام متواصلة حتى الصباح الباكر من يوم 4 ديسمبر 2017 عندما قرر مغادرة المنزل في اتجاه حصن عفاش في قرية بيت الأحمر بمديرية سنحان جنوب شرق العاصمة، وهو المعقل التقليدي لآل صالح، لاعتقاده بتغير موازين المعركة لصالحه اذا انتقل الى الحصن، وأضاف مدين الذي كان وأخيه صلاح يقاتلان مع والدهما ضد الحوثيين منذ بدء الاحداث وحتى مقتله، أن والده قرر الخروج من المنزل بثلاثة مواكب تحركت في اتجاهات مختلفة للتمويه، إلا انها تعرضت جميعها لكمائن في الطريق بما فيها موكب والده الذي سقط في كمين كبير للحوثيين في قرية الجحشي القريبة من حصن عفاش حيث قُتل ومعه عارف الزوكا في ذلك الكمين، وأُسِر في الأثناء وفي نفس المكان نجليه مدين واخيه صلاح.

## احتفال الحوثيون
بعد مقتل صالح احتفل زعيم الحوثيين عبد الملك الحوثي بخبر وفاته ووصفه بأنه «يوم سقوط المؤامرة الخائنة». كما ذكر أنه «لا توجد مشكلة» بين مجموعته والمؤتمر الشعبي العام أو أعضاؤه. قدم عبد ربه منصور هادي تعازيه لوفاته ودعا إلى انتفاضة ضد الحوثيين. بينما اتهم الحوثيون الإمارات العربية المتحدة بسحب صالح إلى «هذا المصير المهين». وهنّأ زعيم الحوثيون، عبد الملك الحوثي الشعب بما وصفها «سقوط المؤامرة» التي زعم أن المملكة العربية السعودية والإمارات العربية المتحدة تحرضان عليها. وفي 5 ديسمبر احتفل الحوثيون في صنعاء لشكر الله على فشل الفتنة.

## ردود الأفعال
- تحالف التدخل العسكري في اليمن: قال التحالف في بيان نشرته وكالة الأنباء السعودية أن «استعادة حزب المؤتمر الشعبي في اليمن زمام المبادرة وانحيازهم لشعبهم ستخلص اليمن من شرور الميليشيات الطائفية الإرهابية التابعة لإيران»، في إشارة إلى حركة أنصار الله للمتمردين الحوثيين. وأضاف التحالف في تصريحات بثتها إحدى القنوات السعودية، بأنه يثق في أن زعماء المؤتمر الشعبي العام بقيادة الرئيس السابق علي عبد الله صالح سيعودون «إلى المحيط العربي».[12]